# Eitzen
Eitzen – miasto w Stanach Zjednoczonych, w stanie Minnesota, w hrabstwie Houston.